# Klub Literacki „Narew”
Klub Literacki „Narew” w Ostrołęce, wcześniej Grupa Poetycka „Narew” – grupa literacka z Ostrołęki i okolic, osoby do niej należące na codwutygodniowych spotkaniach dyskutowały i podejmowały wspólne działania, aby prowincjonalni twórcy mogli doskonalić warsztat, publikować teksty w czasopismach, zadebiutować i wnieść swój wkład w literaturę krajową. Klub powstał z przekształcenia wcześniejszej Grupy Poetyckiej „Narew”, zainicjowanej w 1966 przez Dionizego Maliszewskiego. Klub zawiesił działalność w 1990.

## Nazwa
Nazwa „Narew” nawiązuje do ostrołęckiej rzeki, którą niektórzy „kochali jak matkę” (Tadeusz Franciszek Machnowski), a wiele osób należących do grupy opiewało w swoich tekstach. Początkowo miała nosić nazwę „Dąbrowa”, o czym wspominał Tadeusz Chudy, jednak Narew, której nazwa pochodzi od słowa „nur”, oznaczającego w języku praindoeuropejskim wodę lub rzekę, uznano za właściwszą.

## Faza organizacyjna (1967–1974)
Spoiwem grupy stały się zjazdy organizowane przez Krajową Radę lub Mazowiecki Ośrodek Korespondencyjnego Klubu Młodych Pisarzy. Grupa Poetycka „Narew” zrodziła się w opozycji do działań Mazowieckiego Towarzystwa Kulturalnego, którego inicjatywę, by „dawać warszawskich pisarzy prowincji” Dionizy Maliszewski poddał krytyce w 1967 na łamach „Pięciu Rzek”. Napisał: „Błędna wydaje mi się z gruntu koncepcja zdobywania warszawskich autorytetów literackich, dla nas w Mazowszu liczy się przede wszystkim dorobek własny, chociażby na razie skromniejszy”. Poinformował, że powstał Klub Literacki gromadzący wszystkich pisarzy pochodzących z Kurpi. Opiekę nad klubem roztoczył Dom Kultury Ostrołęckich Zakładów Celulozowo-Papierniczych. Grupę wspierali poeci, którzy zamieszkali poza Ostrołęką: Leszek Bakuła (Ustka), Mieczysław Czychowski i Kazimierz Sopuch (Gdańsk), Henryk Syska (Olsztyn), Kazimierz Śladewski (Otwock) i Aleksander Nawrocki (Warszawa). W pierwszej fazie ważną rolę odegrali trzej poeci: Dionizy Maliszewski, Alfred Sierzputowski i Tadeusz Franciszek Machnowski. Z ich korespondencji zrodziła się koncepcja Grupy, do której akces zgłosili: Henryk Bender, Teresa Gruszkówna, Jerzy Kijowski, Waldemar Kujtkowski, Tadeusz Franciszek Machnowski, Dionizy Maliszewski, Stanisława Buszta, Czesław Parzych i Alfred Sierzputowski. Za początek działania grupy przyjmuje się 1972. W 1974 dla uczczenia 600-lecia Ostrołęki został wydany almanach Z kurpiowskiej niwy.

## Faza rozwoju (1974–1983)
Dyskusje prowadzono w Zakładowym Domu Kultury, którego Dionizy Maliszewski był kierownikiem. Zaczęto organizować spotkania z pisarzami spoza Ostrołęki. W marcu 1974 na spotkaniu młodych pisarzy Mazowsza, Warszawy oraz Warmii i Mazur odbył się pierwszy turniej poetycki o Nagrodę im. Wiktora Gomulickiego. Drugą nagrodę zdobył Czesław Parzych, a wyróżnienia – Bogusław Fedorowicz i Alfred Sierzputowski. W latach 1972–1976 nastąpiły zmiany składu grupy – odeszli: Stanisława Buszta, Teresa Gruszkówna, Jerzy Kijowski i Waldemar Kujtkowski, natomiast dołączyli: Bogusław Fedorowicz (1973), Edward Kupiszewski (1974), Irena Knapik i Wojciech Woźniak (1976). Powstawały nowe publikacje zbiorowe i indywidualne. W 1975 dzięki pomocy Wojewódzkiej Rady Związków Zawodowych i Instytutu Wydawniczego CRZZ wydano Arkusze poetyckie Grupy Poetyckiej „Narew”, na które składają się:
- Henryk Bender – Koncert na dwie dziewanny,
- Bogusław Fedorowicz – Autogram,
- Edward Kupiszewski – Okruchy iglastego serca,
- Tadeusz Machnowski – Między ostrzem słowa a językiem miecza,
- Dionizy Maliszewski – Ballady i groteski,
- Czesław Parzych – Ponad wołaniem moim,
- Alfred Sierzputowski – Akt wiary[1].

W latach 1976–1982 w „Warmii i Mazurach” ukazało się osiem wkładek literackich (wiersze, fragmenty prozy i artykuły) ostrołęckich poetów. Do 1980 pojawiły się: Czarne niezapominajki (1978) i Przydroża (1980) D. Maliszewskiego, Opisanie ciszy (1976) i Kto był wyżej (1979) E. Kupiszewskiego, Otwieram dłoń (1977) i Powracanie (1979) Cz. Parzycha oraz Epitafia (1980) A. Sierzutowskiego. W 1977 zaczęto przybliżać poetów zapomnianych, np. Stanisława Brucza – wydano arkusz poetycki z notą biograficzną i posłowiem Wojciecha Woźniaka. W zebraniach uczestniczyli zaprzyjaźnieni autorzy z Warszawy i Olsztyna. Rozgłosu nabrały Kurpiowskie Dni Literatury i Ostrołęcka Jesień Kulturalna. Uczestniczący w tych wydarzeniach odbywali spotkania z czytelnikami w szkołach, klubach i bibliotekach na terenie całego województwa ostrołęckiego.
Według klasyfikacji Michała Głowińskiego Grupa Poetycka „Narew” należała do „grup sytuacyjnych”. Gdy spełniła swoje zadanie, warszawscy poeci, Aleksander Nawrocki i Kazimierz Śladewski, podsunęli pomysł przekształcenia jej w Klub Literacki. Za pośrednictwem Wydziału Kultury i Sztuki Urzędu Wojewódzkiego w Ostrołęce zwrócono się do Zarządu Oddziału Warszawskiego ZLP o powołanie Klubu Literackiego „Narew” w Ostrołęce. 4 marca 1977 zapadła decyzja o utworzeniu klubu. Na opiekuna wyznaczono Tomasza Jodełkę-Burzeckiego. Otwarcie klubu nastąpiło 24 kwietnia 1980 w obecności Jarosława Abramowa-Newerlego, Mariana Pilota, Aleksandra Małachowskiego i Andrzeja Jareckiego. Władze województwa reprezentował Stanisław Łojewski. Prezesem Klubu Literackiego „Narew” został Alfred Sierzputowski, Zarząd klubu korzystał z doświadczeń Białostockiego Klubu Literackiego i jego prezesa – Sokrata Janowicza. 8 lipca 1980 zarząd klubu otrzymał pismo z informacją, że Zarząd Główny ZLP 6 czerwca powołał Klub Literacki „Narew” w Ostrołęce, zatwierdził statut i przyznał dotację w wys. 5,5 tys. zł. W 1980 do klubu dołączył Stanisław Kałucki.
13 lipca 1981 klub otrzymał zgodę Głównego Urzędu Kontroli Prasy, Publikacji i Widowisk na druk jednodniówki w nakładzie 3 tys. egzemplarzy. W 1982 należący do klubu wydawali kolejno następujące tomy poetyckie: Irena Knapik-Machnowska – Nie dla wszystkich, Tadeusz Machnowski – Za podwójną gardą, Henryk Bender – Polne światło, Czesław Parzych – Znaki oczyszczenia, Alfred Sierzputowski – Wyjęte spod brawa (fraszki), Dionizy Maliszewski – Przesłanie, Wojciech Woźniak – Stacje. W 1983 wydano arkusze poetów z Przasnysza: Stanisława Radomskiego, Krzysztofa Turowieckiego i Tomasza Wierzbickiego. Ostrołęckimi twórcami zainteresowały się wydawnictwa ogólnopolskie: Pojezierze (1980 – tomik Przydroża D. Maliszewskiego), Ludowa Spółdzielnia Wydawnicza (1981 – tomik Nie bójcie się dnia E. Kupiszewskiego), PW „Iskry” (1981 – powieść Miałbym taki piękny pogrzeb E. Kupiszewskiego). Członkowie klubu uczestniczyli w powstawaniu „Tygodnika Ostrołęckiego”, z którym aktywnie współpracowali.
Klub odegrał ważną rolę kulturotwórczą w środowisku lokalnym i ogólnopolskim. Wyrazem społecznego uznania było nadanie Klubowi Dyplomu Honorowego Ministra Kultury i Sztuki (20 maja 1977) oraz Medalu pamiątkowego wybitego dla uczczenia 150. rocznicy bitwy pod Ostrołęką (26 września 1981).

## Polaryzacja i zawieszenie działalności (1983–1990)
Kolejną siedzibą Klubu Literackiego „Narew” w Ostrołęce stał się lokal, udostępniony przez Spółdzielnię Mieszkaniową. Funkcję prezesa pełniła Irena Knapik-Machnowska (od 18 grudnia 1985 do 30 marca 1990, wcześniej była sekretarką klubu). Mimo że publikacje klubu liczyły się w dorobku literatury krajowej, osoby do niego należące, borykając się z trudnościami finansowymi i lokalowymi, w 1990 podjęły decyzję o zawieszeniu działalności. W 1989 Wojciech Woźniak założył kwartalnik literacko-społeczny „Pracownia” o zasięgu ogólnopolskim. Czasopismo zyskało uznanie wybitnych autorów, jednak tragiczna śmierć redaktora naczelnego w 2003 położyła kres wydawaniu „Pracowni” (wyszły 32 numery). W latach 1995–2000 Irena-Knapik Machnowska wspólnie z Edwardem Kupiszewskim prowadziła Salon Literacki, którego 15 spotkań odbyło się w Galerii Ostrołęka, a teksty uczestników wieczorów literackich były zamieszczane w czasopiśmie „Salon Literacki Ireny Knapik-Machnowskiej i Edwarda Kupiszewskiego” (dwa numery). Edward Kupiszewski w 1991 założył pismo studenckie „Parnasik”. 9 września 1996 powstało Koło Literatów przy Towarzystwie Przyjaciół Ostrołęki, a prezesem został Alfred Sierzputowski. Członkowie dawnego klubu zaczęli publikować swoje teksty indywidualnie.